# Czastary (gmina)
Pour la localité, voir Czastary.
Czastary est une gmina rurale du powiat de Wieruszów, Łódź, dans le centre de la Pologne. Son siège est le village de Czastary, qui se situe environ 13 km à l'est de Wieruszów et 99 km au sud-ouest de la capitale régionale Łódź.
La gmina couvre une superficie de 62,67 km2 pour une population de 4 041 habitants.

## Géographie
La gmina inclut les villages de Chorobel, Czastary, Dolina, Jaworek, Józefów, Kąty, Kniatowy, Krajanka, Krzyż, Nalepa, Parcice, Przywory, Radostów Drugi, Radostów Pierwszy et Stępna.
La gmina borde les gminy de Biała, Bolesławiec, Łubnice, Sokolniki et Wieruszów.